# Lolita Miljavskaja
Lolita Markovna Miljavskaja (in russo Лоли́та Ма́рковна Миля́вская?), nata Gorelik (in russo Горе́лик?; Mukačevo, 14 novembre 1963) è una cantante, attrice e conduttrice televisiva russa con cittadinanza israeliana, già sovietica. È una vincitrice multipla dei premi musicali Pesnja goda, Ovacija e Zolotoj grammofon, nel 2007 ha ricevuto il premio televisivo TĖFI come miglior presentatore.
Dal 1985 al 2000 ha fatto parte del duo Kabare-duėt "Akademija" con il suo allora marito Aleksandr Cekalo.

## Discografia

### Album in studio
- 2000 – Cvetočki
- 2003 – Šou razvedĕnnoj ženščiny
- 2005 – Format
- 2007 – Mne 41... a kto dast?
- 2007 – Orientacija Sever
- 2008 – Fetiš
- 2014 – Anatomija
- 2018 – Ranevskaja
- 2023 – I ėtim vsë skazano

### Album video
- 2003 – Šou razvedĕnnoj ženščiny
- 2007 – Mne 41... a kto dast?
- 2009 – Odna bol'šaja dlinnaja pesnja pro...

### Raccolte
- 2009 – Zapavšee
- 2010 – Grand Collection
- 2010 – Star Hit: Novoe i lučšee

### Singoli
- 2005 – Vremja nazad na bljuz (con Michail Denisov)
- 2014 – Na skotč
- 2014 – Anatomija
- 2015 – Vremja ljubit' (con Konstantin Legostaev)
- 2016 – Na Titanike (solo o con Instasamka)
- 2017 – Ty mojë more
- 2018 – Ranevskaja
- 2018 – Sud'ba
- 2018 – Šampanskoe
- 2019 – Mon amour (con In-Grid)
- 2019 – Papa
- 2019 – Telo
- 2020 – Devočki-baleriny
- 2020 – Kislorod
- 2020 – Maročki
- 2021 – Cadillac (con i Therr Maitz)
- 2021 – Ščëkotno
- 2021 – Antiklimaks (con Kosta Lakosta)
- 2021 – Po-drugomu (con Kosta Lakosta)
- 2022 – Grustnaja tancuju
- 2022 – Marlen
- 2022 – Sever (con Tkimali)
- 2023 – Otčego ja zljus'? (con Atlaxsys)
- 2024 – Offset